# Manastirisjte (berg)
Manastirisjte (bulgariska: Манастирище) är ett berg i Bulgarien.   Det ligger i regionen Sofija-grad, i den västra delen av landet, 22 km söder om huvudstaden Sofia. Toppen på Manastirisjte är 1 334 meter över havet, eller 158 meter över den omgivande terrängen. Bredden vid basen är 11,1 km.
Terrängen runt Manastirisjte är kuperad åt sydost, men åt nordväst är den bergig. Runt Manastirisjte är det ganska tätbefolkat, med 160 invånare per kvadratkilometer.. Närmaste större samhälle är Kazichene, 17,8 km norr om Manastirisjte. 
I omgivningarna runt Manastirisjte växer i huvudsak blandskog.